# Kalitea (stacja metra)
Kalitea (grecki: Σταθμός Καλλιθέας) – stacja linii 1 metra w Atenach, w miejscowości Kalitea na obszarze Wielkich Aten. Stacja została po raz pierwszy otwarta 1 lipca 1928 roku, a odremontowana w 2004 roku.